# دیوید لوپز
دیوید لوپز (به پرتغالی: David Júnior Lopes) مدافع اهل برزیل است که در شهر مارینگا و در تاریخ ۱۹ ژوئیهٔ ۱۹۸۲ به دنیا آمده‌است.
دیوید لوپز در تیم‌های فوتبال Atl. Paranaense سابقهٔ حضور دارد.